# Jan Wielki

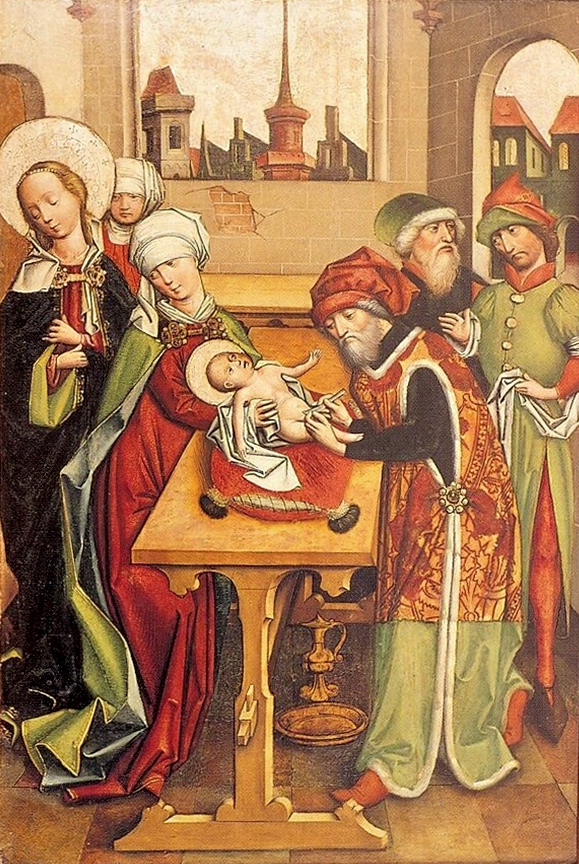
Polyptychon von Olkusz

Jan Wielki (historisch Johannes; † 1497 in Krakau, Königreich Polen) war einer der bedeutendsten mittelalterlichen Maler in Krakau.

## Leben
Seine Herkunft ist nicht bekannt. 1466 erhielt er das Bürgerrecht der Stadt Krakau. Seit Mitte der 1470er Jahre sind Werke von ihm bekannt. Johannes hatte enge Kontakte zu anderen Krakauer Künstlern wie Marcin Czarny, Michael Haberschrack, und Veit Stoß. 1495 wurde er in einem Schriftstück als Magnus (der Große, polnisch Wielki) bezeichnet.
Sein Testament ist erhalten, als dessen Vollstrecker war Marcin Czarny bestimmt worden.

## Werke (Auswahl)

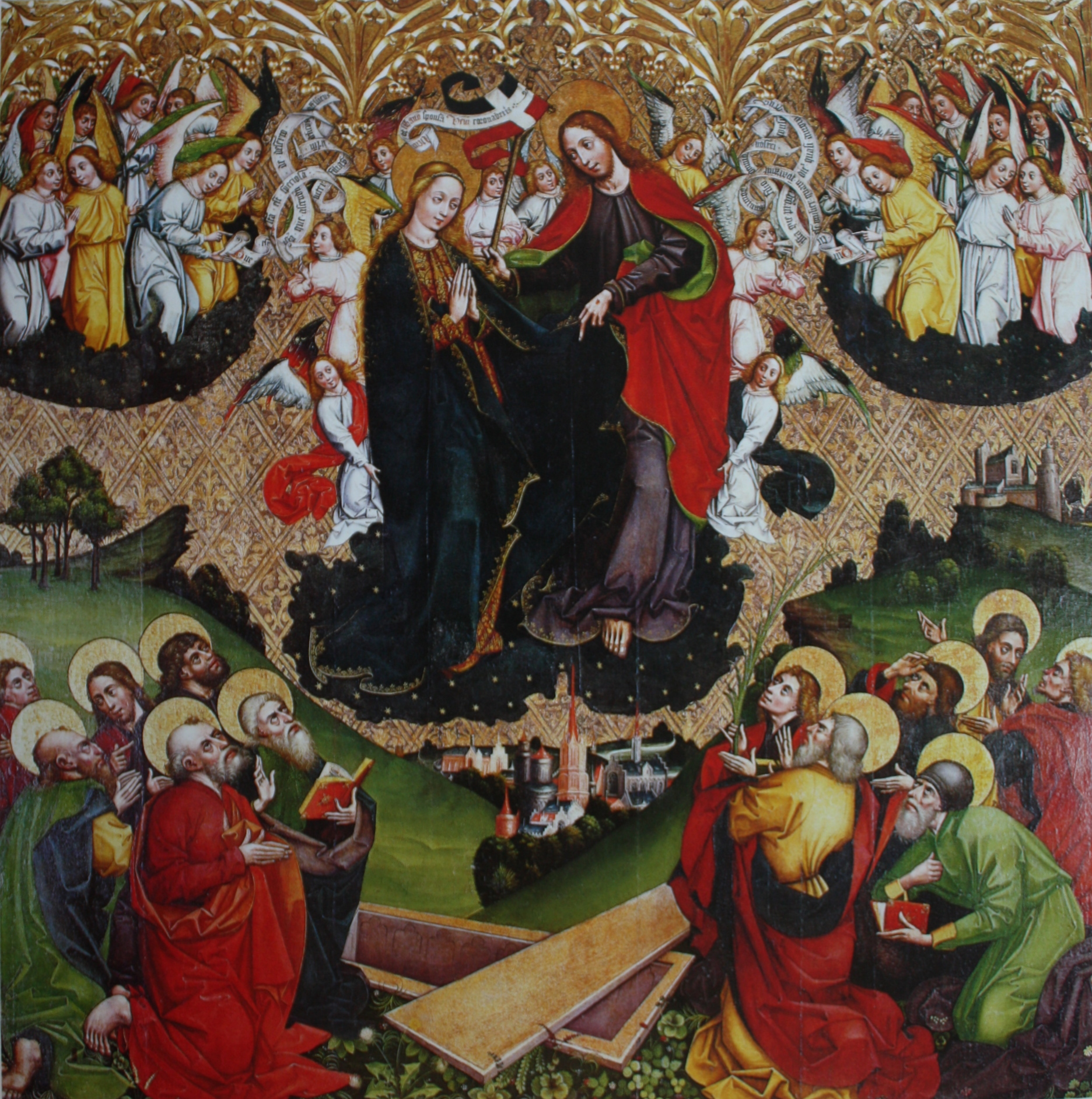
Altargemälde in Warta

Johannes schuf Altargemälde in Kirchen in der Umgebung von Krakau. Seine Werke  zeigten Einflüsse der niederländischen Maler Rogier van der Weyden und Dirk Bouts, aber auch von Veit Stoß. Sie zählen zu den bedeutendsten Malereien in Krakau in seiner Zeit.
- Kirche Krosno, nach 1473, Altargemälde Krönung Mariens
- Kirche Więcławice Stare, 1477, Altarretabel, Triptychon St. Nikolai
- Kirche St. Andreas Olkusz, bis 1485, Polyptychon, mit Stanisław Stary, sein bedeutendstes Werk

- Bernhardinerkirche Warta, Altargemälde Mariä Himmelfahrt, heute in Mariä-Himmelfahrt-Kathedrale in Włocławek
- Kirche Cięcina, Altargemälde Verkündigung Mariä, heute in Nationalmuseum Krakau

- Kirche Kurozwęki, 1490/95, Altargemälde